# Jumet
Jumet is een deelgemeente van de Waalse stad Charleroi in de Belgische provincie Henegouwen. Jumet kende vanaf het midden van de achttiende eeuw tot de twintigste eeuw een sterke industriële ontwikkeling in de glas- en steenkoolindustrie. Vooral in het derde kwart van de negentiende eeuw groeide Jumet snel door de inwijking van arbeiders en natuurlijke aangroei: van een bevolkingsaantal van 9.018 in 1846 tot 20.240 in 1871
Jumet was een zelfstandige gemeente, tot die bij de gemeentelijke herindeling van 1977 toegevoegd werd aan de gemeente Charleroi. Jumet telde op dat moment wel zo'n zesduizend inwoners meer dan de nieuwe hoofdgemeente Charleroi.

## Geschiedenis

### Ontstaan en etymologie
De geschiedkundige Robert Hug uit Charleroi stelt dat Jumet is afgeleid van het Romeinse Gimiacum, de naam van een Gallo-Romeins landbouwdomein of fundus. Dit domein zou gesticht zijn in de tweede eeuw in het Kolenwoud, in de nabijheid van de Romeinse heerbaan van Bavay naar Keulen. Deze steenweg passeerde zo'n tien kilometer ten noorden van Gimiacum, bij het huidige Liberchies. Een zuidelijke zijweg van deze heerbaan (diverticulum) passeerde Gosselies en Jumet en eindigde bij de heerbaan tussen Bavay en Trier bij het huidige Fontaine-Valmont in het zuiden.
De naam van het landbouwdomein zou afgeleid zijn van een van de eigenaren, een zekere Gimmius. Aan het einde van de twintigste eeuw werd een Romeinse begraafplaats onderzocht bij het Diarbois.

### Ancien régime
In de zevende eeuw werd het gebied bezet door de Germanen en werd het deel van het Frankische Rijk. Vanaf 843 (Verdrag van Verdun, de eerste Frankische deling) lag het gebied in Midden-Francië. De jaren nadien wisselde het gebied (Lotharingen) nog verschillende keren van rijk, tot het bij de laatste Frankische deling in 880 definitief bij het Oost-Frankische Rijk (of Duitse Keizerrijk) zou ingedeeld worden. Acht jaar later schonk de Duitse keizer Arnulf van Karinthië het gebied van Lobbes (waarvan Jumet deel uitmaakte) aan de bisschop van Luik. Later zou de prins-bisschop van Luik steeds ook prins van de abdij van Lobbes zijn en zou de abt van Lobbes als gedelegeerde van de prins-bisschop steeds de heer van Jumet (en Roux en Heigne) zijn. Pas aan het einde van achttiende eeuw, na de dood van Maria-Theresa, zal de prins-bisschop afstand doen van Jumet. Hierbij werd Jumet deel van het hertogdom Brabant. Op dat moment vormde Jumet een grensgemeenschap van het hertogdom Brabant. Lodelinsart in het zuidoosten en Dampremy in het zuiden maakten net als Charleroi deel uit van het graafschap Namen.
De oudste voorganger van de Sint-Sulpitiuskerk, de hoofdkerk van Jumet, dateert van de tiende eeuw. De huidige kerk werd gebouwd tussen 1750 en 1753. In 1949 werd de kerk geklasseerd als cultureel erfgoed.
Onder de Oostenrijkers werd in 1720-21 de weg Brussel-Genappe-Gosselies-Charleroi geplaveid, de huidige N5. Deze weg passeert ten oosten van de historische kern van Jumet en moest toelaten op gedurende alle seizoenen de steenkool uit de streek van Charleroi te exporteren.

### Nieuwe Tijd
Op 1792 viel het revolutionaire Frankrijk de Oostenrijkse Nederlanden binnen en bezette deze na de overwinning bij Jemmapes. Na een verlies in 1793 en een herovering in 1794 (slag bij Fleurus) werden de Nederlanden geannexeerd en maakte Jumet deel uit van het departement Jemmapes tot de Franse nederlaag bij Waterloo in 1815. De gemeente Jumet kende in de Franse tijd vier secties. In 1819 verklaarde de vierde sectie, met Roux, Hubes en Wilbeauroux zich onafhankelijk, waardoor de gemeente een stuk kleiner werd.

#### Industriële ontwikkeling

##### Glas
De eerste glasoven in Jumet (en waarschijnlijk in de gehele streek van Charleroi) werd opgericht in 1621, in het bos van Le Sart nabij Les Hamendes. Rond 1650 vestigen er zich nog twee glasmakers en vanaf dan zal de glasindustrie zich enkel nog uitbreiden. Voor de glasindustrie was veel energie nodig, wat de ontginning van de steenkool stimuleerde. In de eerste helft van de achttiende eeuw kwamen er Duitse glasmakers uit het Saarland die de glasindustrie van Jumet een nieuw elan gaven. Tezamen met Charleroi vormde Jumet het belangrijkste glasproductiecentrum van de Oostenrijkse Nederlanden. In de volgende eeuw zouden zich meer dan honderd glasbedrijven vestigen in Jumet. In de jaren 1880 werd de techniek geperfectioneerd, wat de sector nogmaals een nieuwe dynamiek gaf. In de eerste decennia van de twintigste eeuw zou de industrie wijzigen van een ambacht van glasblazers naar industrieel bandwerk (dankzij de uitvinding van het vensterglas door Émile Fourcault). Net voor de Eerste Wereldoorlog werkten er duizenden arbeiders in de glasbedrijven van Jumet: onder meer 1400 bij de Verreries des Hamendes in 1912 en 1200 bij de Verreries belges. Na 1930 zou de sector echter achteruit boeren. In hetzelfde jaar werd in Jumet het laatste ambachtelijke glas geblazen en vond een grote fusie plaats van de glasbedrijven. Deze verenigden zich in de Union des Verreries Mécaniques Belges (UVMB), vandaag Glaverbel. In 1997 sloot het laatste glasbedrijf (productie van glazen flessen).

##### Steenkool
Al in 1461 regelde het Charter van Jumet de verdelingen van de gewonnen steenkool in Jumet tussen de inwoners en de heer van Jumet, de abt van Lobbes. In het prinsbisdom Luik had men immers toelating nodig van de heer om tot winning van steenkool over te gaan. Tot de achttiende eeuw bleef de steenkoolwinning primitief: met open groeves of via zacht aflopende gangen vanaf de oppervlakte. Cijfers van de abdij van Lobbes van omstreeks 1700 vermelden een veertigtal steenkooladers in Jumet, waarvan drie vierde op dat moment niet meer geëxploiteerd werd. In het midden van de achttiende eeuw raakten de oppervlakkige steenkoollagen uitgeput. Aan het eind van de jaren 1730 kwamen echter enkele kapitaalkrachtige investeerders met plannen om de steenkool op grotere diepte te ontginnen met de nieuwe technische mogelijkheden (zoals het wegpompen van grondwater met de nieuw uitgevonden stoompomp). In 1745 verkrijgt de onderneming Société Notre-Dame-au-Bois de Jumet het recht van de abt van Lobbes om de ontginning te starten in het zuiden van de heerlijkheid. Op dat moment was de enige vervoerswijze voor export die het gehele jaar gebruikt kon worden de steenweg Brussel-Charleroi. Daarom legde de onderneming een weg aan naar deze steenweg, de huidige rue Puissant.
Tussen 1827 en 1832 werd echter het Kanaal Charleroi-Brussel gegraven, dat nieuwe mogelijkheden zou bieden. Tussen 1873 en 1893 werd het kanaal bevaarbaar gemaakt voor schepen van 300 ton (i.p.v. 70 ton) en rond 1880 werden verschillende spoorwegen aangelegd in Jumet: spoorlijnen 119, 121 en 140.
Gedurende de tweede helft van de 20e eeuw werden de vele mijnen van Jumet gesloten, de laatste in 1967.

##### Spoorwegen
Het goederenstation Jumet-Brulotte op spoorlijnen 119 (Châtelet - Luttre) en 121 (Roux-Lambusart) was heel belangrijk voor de export van het glas en de steenkool uit Jumet. Het station was actief van 1880 tot in de jaren 1960. Zowel lijn 119 als lijn 121 was enkelsporig.
Spoorlijnen 119 en 121 liepen dwars door het centrum van Jumet in oost-westelijke richting en deelden hun middelste sectie in Jumet met elkaar. Aan het oostelijke einde van deze sectie ging spoorlijn 119 in zuidoostelijke richting naar Châtelet (en Namen-Luik) en ging spoorlijn 121 naar het oosten richting station Ransart waar er aansluiting was op spoorlijn 140 naar Ottignies. Aan het westelijke einde van de gemeenschappelijke sectie ging spoorlijn 119 in noordelijke richting, net ten westen van het oude dorpscentrum, tot station Luttre op spoorlijn 124 tussen Brussel en Charleroi. De delen van spoorlijn 121 in Jumet werd na de Tweede Wereldoorlog gesloten. De verbinding naar Châtelet bleef nog open tot 1989. Beide spoorlijnen zijn nu opgebroken. Op spoorlijn 119 werd een fietspad aangelegd (Ravel 1).
Voor reizigersvervoer konden (en kunnen) de inwoners van Jumet terecht in het station Roux (geopend in 1843) in het westen of Lodelinsart (geopend in 1855) in het oosten.

#### Groei
In 1825 werd gestart met de bouw van een gemeentehuis in neoklassieke stijl in het (toen) historische centrum van de gemeente, op de Place du Chef-Lieu nabij de Sint-Sulpitiuskerk. De plannen werden getekend door architect Jean Kuypers die later verschillende belangrijke gebouwen in Charleroi zal ontwerpen. In 1827 werd het gebouw in gebruik genomen. Vandaag vormt het het oudste nog bestaande gemeentehuis van de stad Charleroi.
De sterke groei van Jumet in de negentiende eeuw en de verschuiving van het zwaartepunt van de gemeente naar het zuiden noopte tot de bouw van een nieuwe kerk. De bouw van de Église de l'Immaculée Conception werd aangevat in 1863 en werd afgewerkt in 1871. De nieuwe kerk bedient het zuiden van de gemeente, waar het gros van de industriële vestigingen zich bevindt.

#### Na 1945
Aan het einde van de jaren 60 werd de A54 aangelegd. Deze passeert net naast de Onze-Lieve-Vrouw der Bedroefden kapel, in 1980 beschermd Waals cultureel erfgoed. Het vak Thiméon - Jumet-Nord werd opengesteld op 14 september 1969; het vak Jumet-Nord - Lodelinsart op 30 maart 1972.

## Bezienswaardigheden
- De Sint-Sulpitiuskerk (Église Saint-Sulpice)) is een classicistisch kerkgebouw van 1750-1753. Opgravingen tonen aan dat op de plaats van deze kerk drie voorgangers hebben gestaan. De kerk ligt in de wijk Jumet Chef-Lieu.
- De Heilig-Hartkerk (Église du Sacré-Coeur) in de wijk Jumet Station (Jumet Try-Charly) is een kerkgebouw in eclectische stijl met een merkwaardige toren.
- De Kerk van de Onbevlekte Ontvangenis (Église de l'Immaculée Conception) is een neoromaans kerkgebouw van 1863-1866, gebouwd voor de wijk Jumet Gohyssart, aanvankelijk als hulpkerk van de Sint-Sulpitiusparochie, ten gevolge van de sterke bevolkingsgroei.
- De Sint-Jozefkerk (Église Saint-Joseph) voor de wijk Jumet Houbois.
- De Sint-Lambertuskerk (Église Saint-Lambert) voor de wijk Jumet Hamendes, gebouwd in 1930 in opdracht van Valentin Lambert, glasfabrikant.
- De Protestantse kerk (Temple protestant) in de wijk Coupe.
- De Chapelle Notre-Dame de Heigne is een 12e-eeuwse romaanse kapel die toebehoorde aan de priorij van Heigne.
- De Onze-Lieve-Vrouw-der-Bedroefdenkapel (Chapelle Notre-Dame des Affligés) is een achthoekige bedevaartkapel in barokstijl van 1677, in 1707 voorzien van een toegangspoort.
- Het Château Mondron werd in 1881 gebouwd in opdracht van Valentin Lambert, glasfabrikant.

## Natuur en landschap
Jumet, feitelijk een voorstad van Charleroi, ligt in een dichtbevolkt en verstedelijkt gebied. In het westen loopt het kanaal Charleroi-Brussel. Enkele mijnterrils zijn in het landschap aanwezig. De hoogte aan de Sint-Sulpitiuskerk bedraagt 171 meter.

## Demografische ontwikkeling
- Bronnen:NIS, Opm:1831 tot en met 1970=volkstellingen, 1976= inwoneraantal op 31 december

## Cultuur en folklore

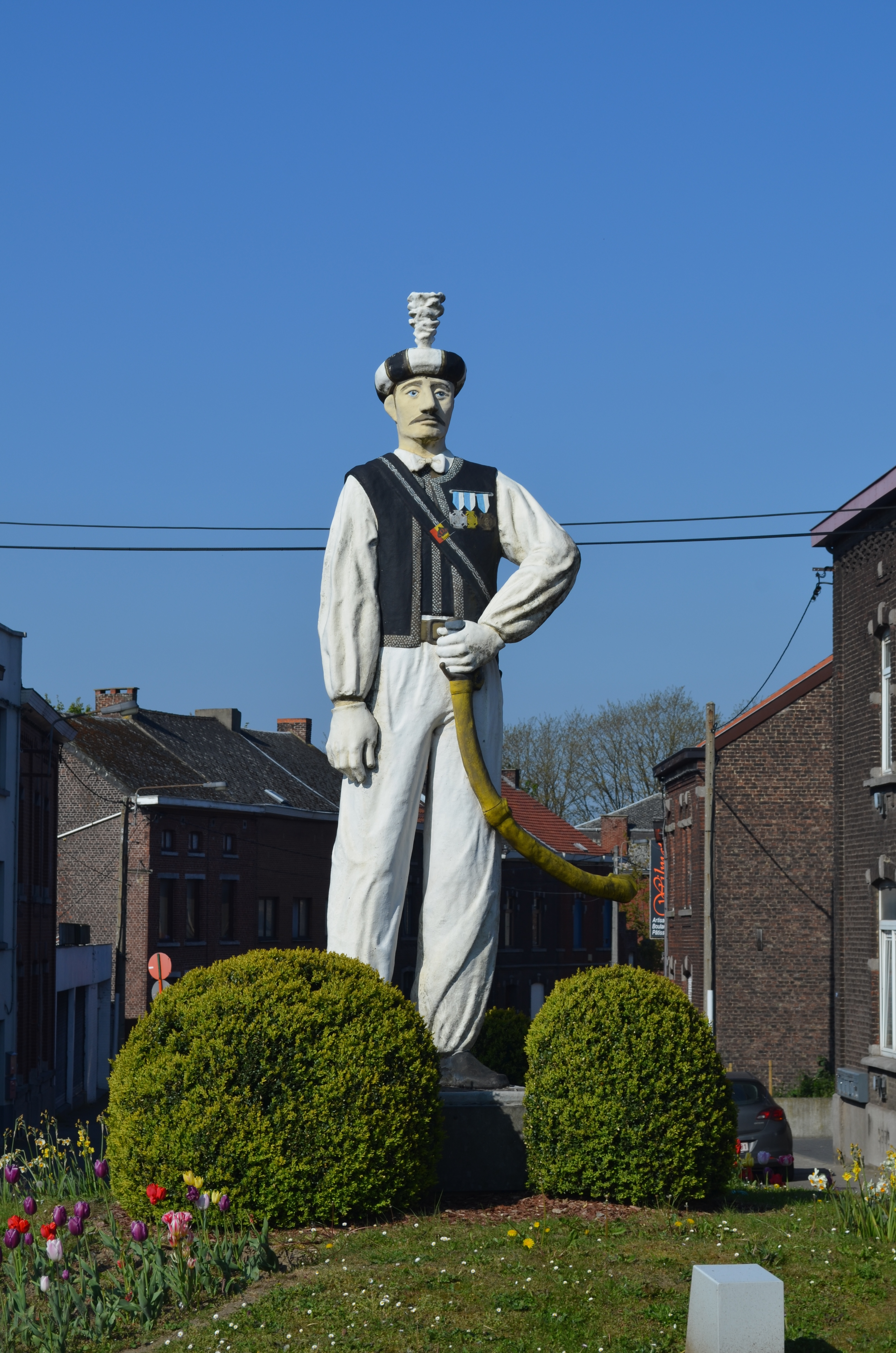
Standbeeld van een mammeluk van de Tour de la Madeleine.

Op de zondag het dichtst bij 22 juli, de feestdag van Maria Magdalena (Marie-Madeleine), vindt de folkloristische processie Tour de la Madeleine plaats. Dit is een van de vijftien stoeten van de Marches de l'Entre-Sambre-et-Meuse die in 2012 door UNESCO opgenomen zijn als werelderfgoed op de Representatieve lijst van het immaterieel cultureel erfgoed van de mensheid.

## Afbeeldingen

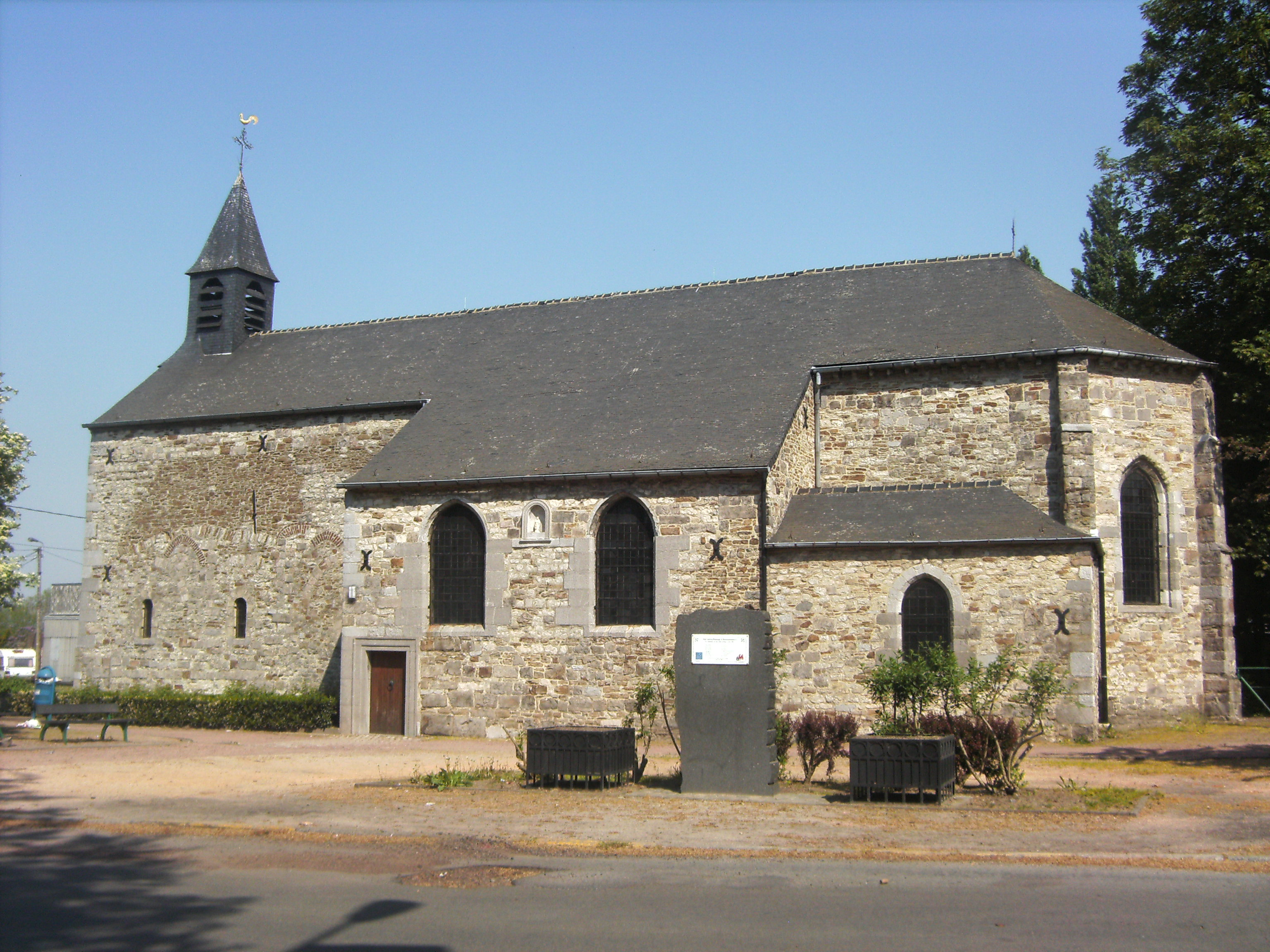
Onze-Lieve-Vrouw van Heigne-kapel (12e eeuw).
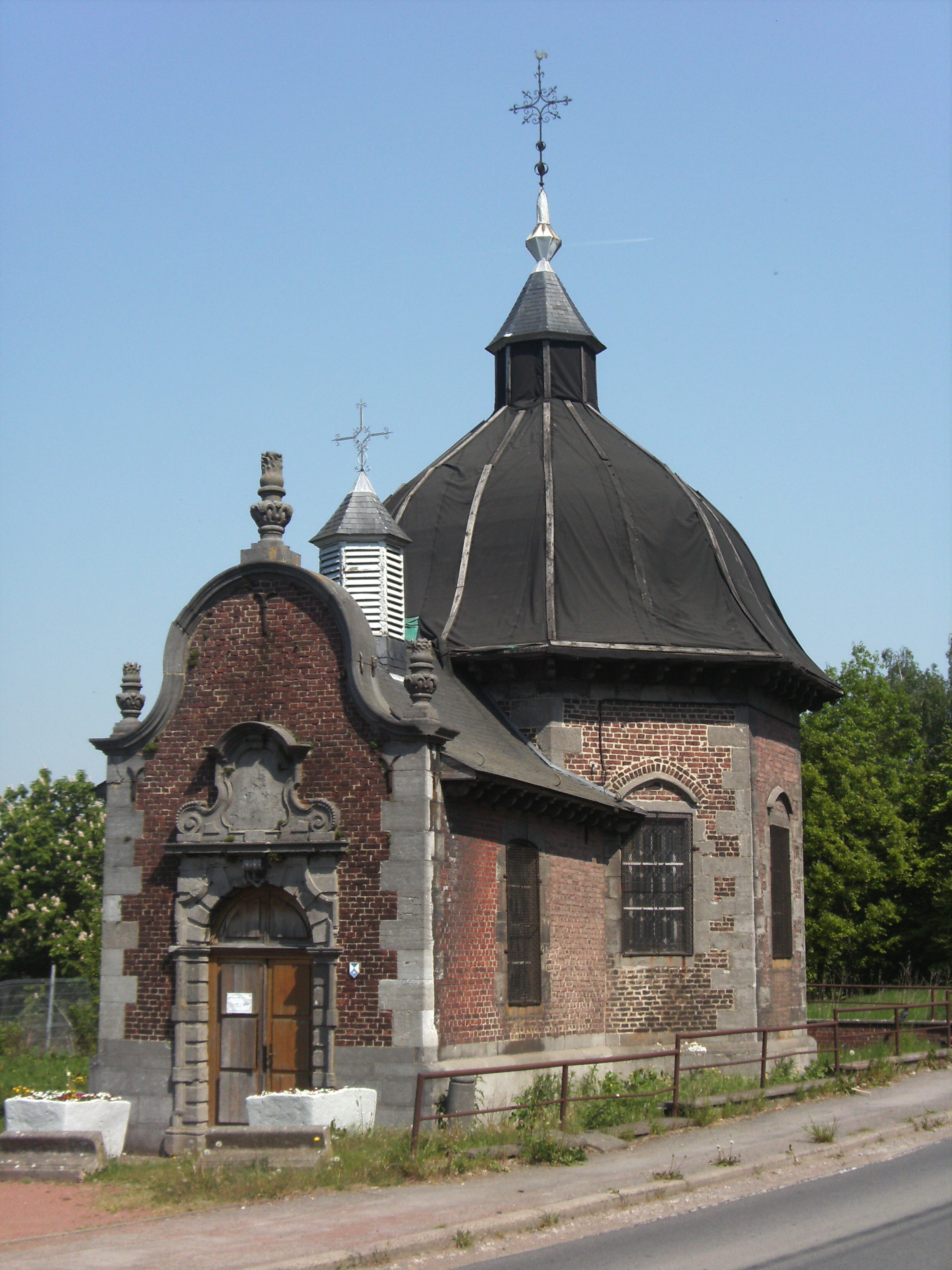
Onze-Lieve-Vrouw der Bedroefden-kapel (1677; 1707).
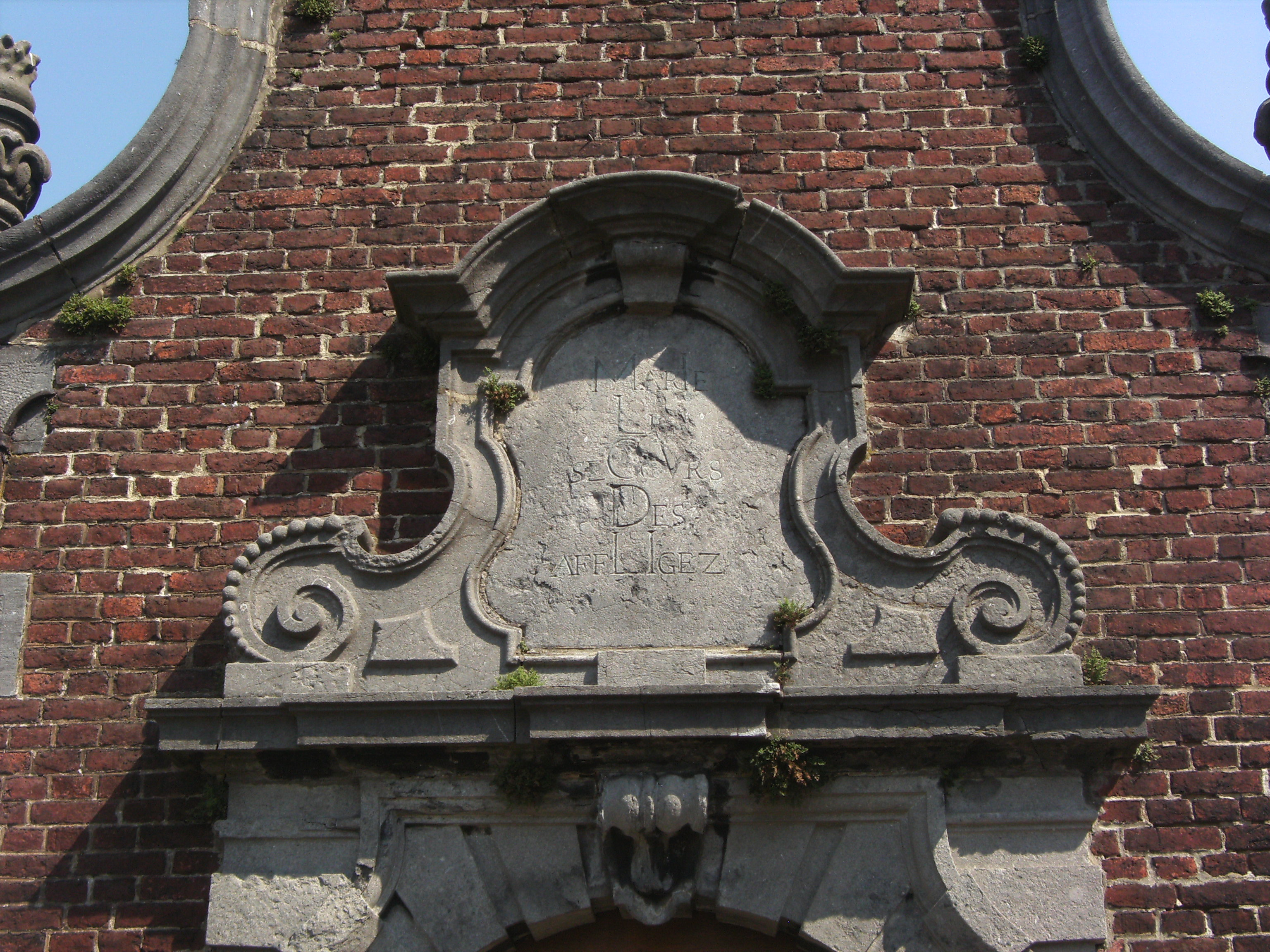
Onze-Lieve-Vrouw der Bedroefden kapel. Gevel met het chronogram: « MarIe Le seCoVrs Des affLIgéz » (Maria hulp der bedroefden) (1707).
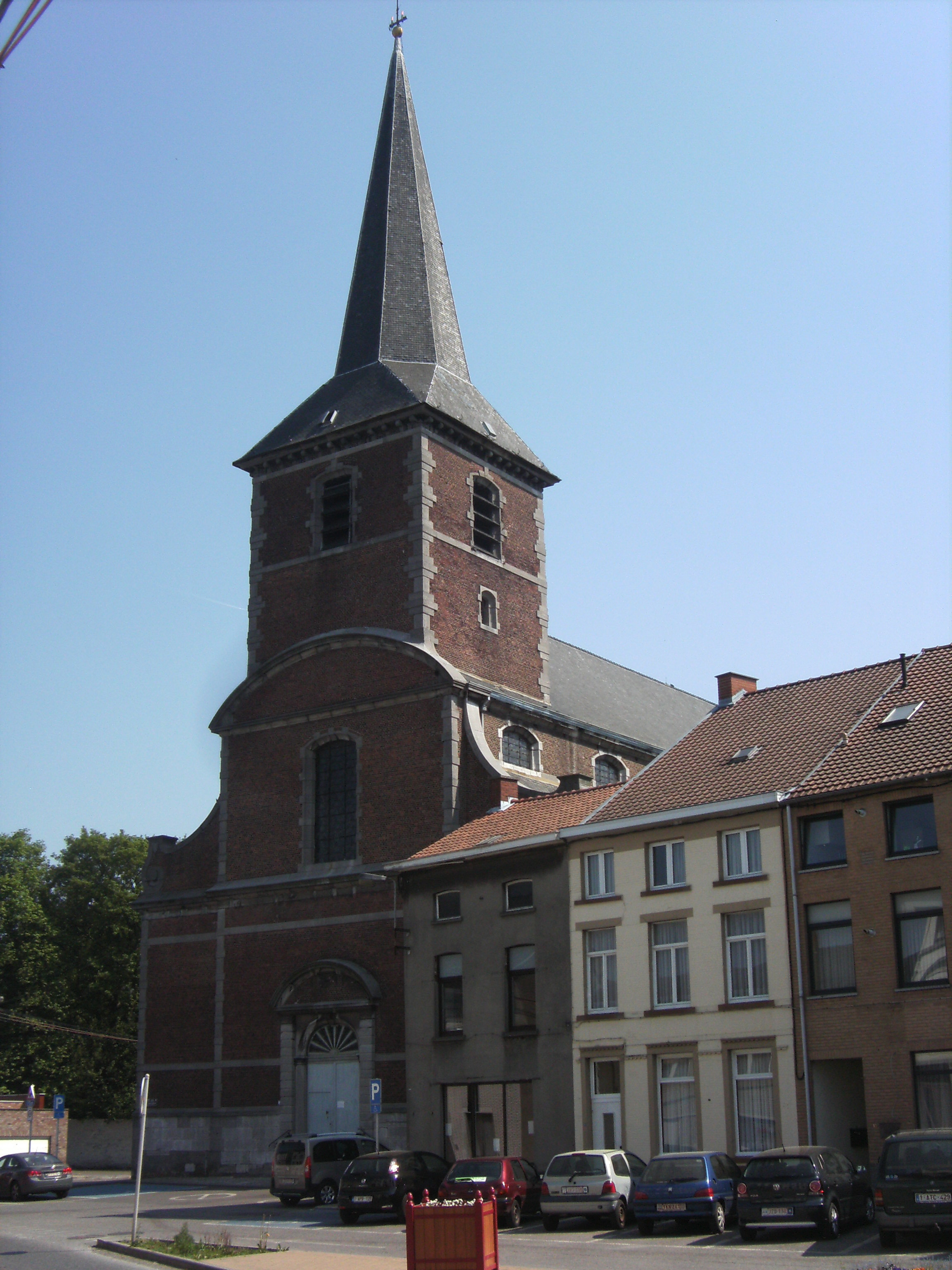
Sint-Sulpitiuskerk, gebouwd in 1750-1753.
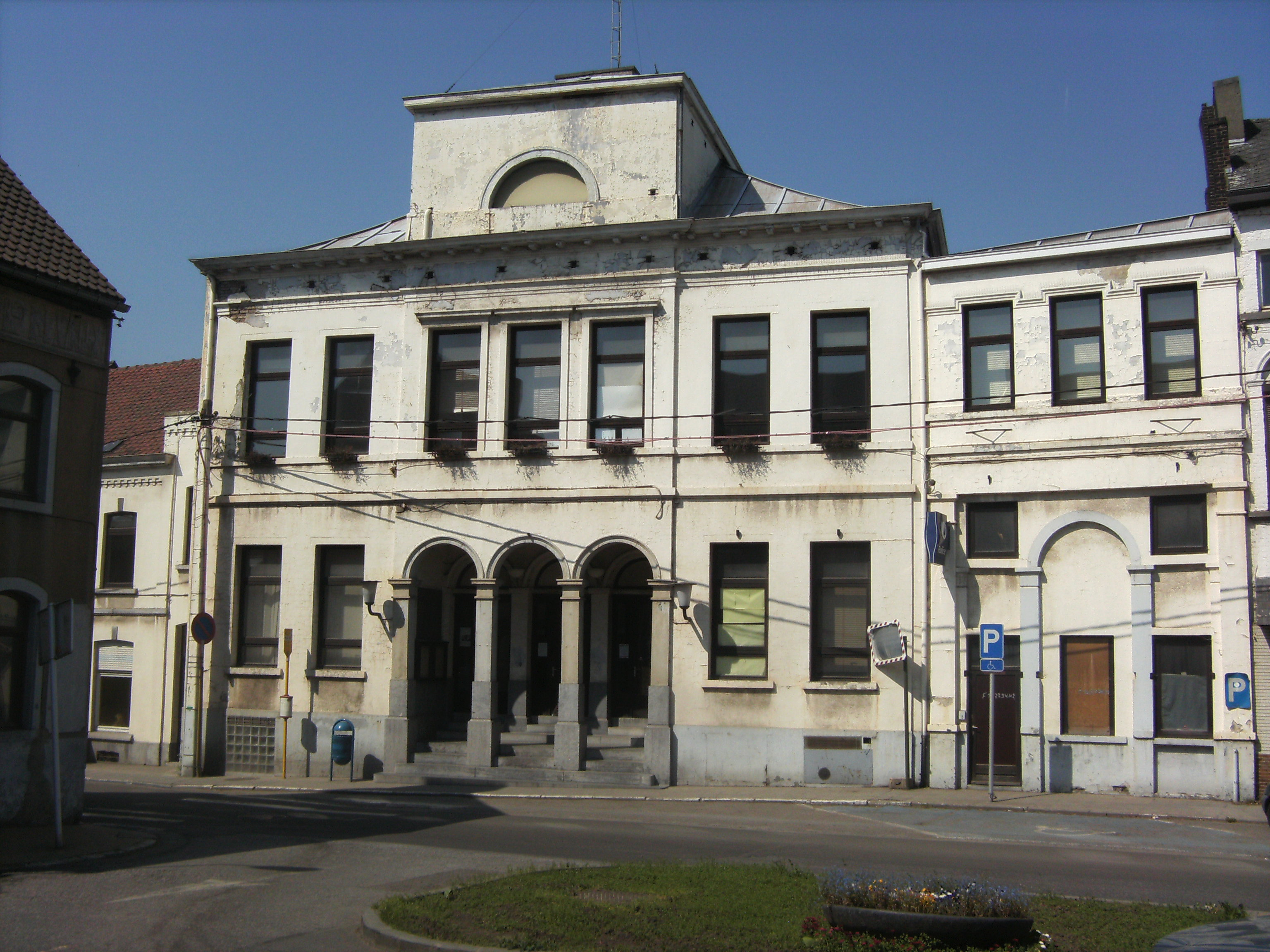
Voormalig gemeentehuis. Gebouwd in 1825-1827 door Jan Kuypers.

## Trivia
- In Jumet lag het testspoor voor het testen van een metrovoertuig dat toen in Luik zou rijden, wat uiteindelijk nooit is gebeurd.[1]
- Jumet is tevens het dorp waarin Marc Dutroux een huis bezat. In de tuin van dit huis begroef hij An en Eefje. Dit huis werd gesloopt en er is nu een monument dat aan An en Eefje hulde brengt.[2]

## Nabijgelegen kernen
Gosselies, Sart-les-Moines, Lodelinsart, Ransart

## Bron
1. ↑  Le TAU, un prototype au musée. Gearchiveerd op 17 augustus 2021. Geraadpleegd op 17 augustus 2021.
2. ↑  Twintig jaar na zaak-Dutroux: gruwelhuis staat nog steeds overeind. Gazet van Antwerpen. Geraadpleegd op 9 augustus 2020.

Deelgemeenten: Charleroi · Couillet · Dampremy · Gilly · Gosselies · Goutroux · Jumet · Lodelinsart · Marchienne-au-Pont · Marcinelle · Monceau-sur-Sambre · Mont-sur-Marchienne · Montignies-sur-Sambre · Ransart · Roux

Belgische gemeenten · Arrondissement Charleroi · Henegouwen · Wallonië